# Alois Irlmaier
Alois Irlmaier (n. 8 iunie 1894, Siegsdorf, Regatul Bavariei, Germania – d. 26 iulie 1959, Freilassing, Bavaria, Germania) a fost un constructor de fântâni de profesie și clarvăzător german.
Irlmaier este creditat cu prezicerea locurilor unde vor avea loc bombardamentele și a locurilor în care se găseau persoanele dispărute în timpul celui de-al doilea război mondial. Se spune, de asemenea, că a ajutat la rezolvarea unor crime.
A murit de cancer la ficat în 1959, la vârsta de 65 de ani. El ar fi prezis momentul și circumstanțele morții sale.
Irlmaier a avut viziunea celui de al Treilea Război Mondial care se va întâmpla în mod neașteptat - după asasinarea în Balcani a unui mare personaj - în același timp cu producerea unor cataclisme foarte mari. Războiul va fi precedat de un an de recolte abundente de fructe și cereale. Războiul va fi scurt și se va încheia atunci când trei zile de întuneric complet vor avea loc pe tot Pământul.
El descrie, de asemenea, epoca postbelică: o eră de mare pace în care fiecare se poate stabili acolo unde vrea și poate lua cât mai mult pământ pentru a cultiva așa cum dorește.  A văzut și un „praf galben” care ucide tot în cale, acest praf va fi aruncat din avioane, între Marea Neagră și Marea Nordului.
A văzut mental carduri bancare, smartphone-uri și drone, într-un moment în care acestea nu existau.